# 著名な記録を持つ競走馬一覧
著名な記録を持つ競走馬一覧（ちょめいなきろくをもつきょうそうばいちらん）は、勝利数や連勝記録等の記録を持つ競走馬の一覧。

## 最多勝
- 197勝 - コリスバール
- 160勝 -ヤウコノ
- 152勝 - コンダド
- 137勝 - ガルゴジュニア
- 132 勝 - レノックスバー
- 119 勝 - コフレシ
- 100 勝 - タイト
- 89勝 - キングストン
- 75勝 - カテリーナ（Catherina）

### 日本国内における記録
1962年以降の最多勝記録（地方競馬全国協会が設立され馬登録の統一化以降）（2020年現在。ばんえい競馬を除く）
- 55勝 - モナクカバキチ（アラ系・牡馬）
- 54勝 - エスケープハッチ（アラ系・牡馬）
- 49勝 - エーシンアクセラン（サラ系・牡馬）
- 46勝 - ニホンカイキャロル（アラ系・牝馬）
- 45勝 - オリジナルステップ（サラ系・牡馬）
- 44勝 - バリモスマンナ（アラ系・牡馬）
- 43勝 - ブライアンズロマン（サラ系・牡馬）
- 43勝 - ブレーヴキャンター（サラ系・牡馬）
- 43勝 - ヒゼンヤマト（アラ系・牡馬）

1962年以前の最多勝記録
- 50勝 - ダイニホウシュウ（アラ系・牡馬） - 国営競馬で44勝、地方競馬で6勝
- 62勝 - フクパーク（中央競馬時代の馬名は「キノピヨ」）（アラ系・牡馬） - 地方競馬で52勝、中央で10勝（うち5勝は障害競走）

ばんえい競馬最多勝記録
- 104勝 - トーオクオー

## 連勝記録
無敗の馬は除く

### 21連勝以上
- 56連勝 - カマレロ
- 49連勝 - コフレス（Cofres）
- 44連勝 - コンダト（Condado）[2]
- 39連勝 - ガルゴジュニア
- 33連勝 - ウィンクス
- 31連勝 - ホクショウマサル - 日本最高記録
- 29連勝 - ドージマファイター - 平地競走における日本最高記録
- 26連勝 - ハッコウマーチ
- 26連勝 - トモエゴゼン
- 24連勝 - シコティコ（Sicotico）
- 23連勝 - リヴァイアサン（Leviathan）
- 22連勝 - ミスペティ（Miss Petty）
- 22連勝 - イルーシヴピムパーネル
- 21連勝 - ピクニックインザパーク（Picnic in the Park）
- 21連勝 - ファーストコンスル（First Consul）
- 21連勝 - ラピッドリダックス - 近代北米記録

### 20連勝
- ファッション
- フィルチ（Filch）
- ケンタッキー
- シャックルバー（Shackle Bar）
- シュンエイ

### 19連勝
- グローミング
- デザートゴールド
- ライト（Light）
- ゼニヤッタ
- チアズファンシー（佐賀競馬・デビューから無傷の19連勝）
- ホウセント

### 18連勝
- エイジャックス
- ヒンドゥー
- トウケイニセイ

### 17連勝
- ケアレス（Careless）
- ゲイルンギー（Gay Lungi）
- グラディスコ（Gradisco）
- ハノーヴァー
- メインブレース
- サイレントウィットネス
- ベルモントアクター

### 16連勝
- シガー
- サイテーション
- ゲイジェームス（Gay James）
- ハロードドリームズ（Hallowed Dreams）
- ミスターフリスキー
- スウィートミート（Sweetmeat）
- ザバード（GB:The Bard）
- ミスウッドフォード
- ゴールデンシックスティ

### 15連勝
- カーバイン
- バーンバラ
- ブリガディアジェラード
- ボストン
- バックパサー
- バヤルド
- プリティーポリー
- マンノウォー
- スクワンダラー
- セイユウ
- シルバーブリツト

### 14連勝
- ザフライングダッチマン
- スプリングフィールド
- ファーラップ
- ウーヴェルドーズ
- スルガスペイン
- スタイリッシュロード（Stylish Lord）
- オグリキャップ
- ナンディン

### 13連勝
- ライムリック（Limerick）
- モリーマッカーティー
- ティモレオン
- ローゼンホーマ
- ダイニホウシュウ
- サリュウスキー
- ニホンカイユーノス
- ニホンカイキャロル
- トチノミネフジ

### 12連勝
- エネイブル
- スペクタキュラービッド
- ギャラントブルーム
- アカテナンゴ
- ファイアースティック（Firestick）
- タロック
- ラプレヴォヤンテ
- ハーカウェイ（Harkaway）
- コウザンハヤヒデ
- ナンコウ
- ロバリーハート
- ユメノホノオ

### 11連勝
- アゼリ
- ニジンスキー
- キングストンタウン
- オールドローズバド
- ケルソ
- ウォーアドミラル
- ソングバード
- ラウンドテーブル
- トワイライトティアー
- ユーリズミック
- セントガティエン
- ボーリブル（Beaulivre）
- サマセットフェア（Somerset Fair）
- ブラントーム
- ネイティヴダンサー
- ライデンリーダー
- ダイナナホウシユウ
- タカオー
- トサミドリ
- ウイザート
- トウケイニセイ
- ツキノイチバン
- カウンテスアップ
- ジゼル
- オジュウチョウサン - 障害重賞9連勝および平地2連勝[注 1]

### 10連勝
- デフォルター（Defaulter）
- キンダーガーテン
- ウェストオーストラリアン
- バーイード
- アチーヴメント
- ホイールオブフォーチュン
- コタック
- レディマニナ（Lady Manina）
- プラウドミス（Proud Miss）
- ピコ（Piko）
- ラコントゥール（Raconteur）
- サラウンド（Surround）
- プラネットルーラー（Planet Ruler）[3]
- ドミノ
- サラゼン
- カウントフリート
- トムフール
- ネイティヴダンサー
- ラフィアン
- サムライドライブ
- ロストインザフォグ
- プリンセスルーニー
- オーサムフェザー
- ハイセイコー
- グレートローマン
- オーギ
- コウザンハヤヒデ
- ブライアンズロマン
- オオエライジン

## 1シーズン勝利記録

### 21勝以上
- 46勝 - レノックスバー
- 30勝 - ジョロックス - 1848年に31戦30勝の成績を残す
- 30勝 - ガルゴジュニア - 1931年に31戦30勝
- 29勝 - カマレロ
- 24勝 - ホウセント
- 22勝 - トップエース（Top Ace）
- 22勝 - ルークブラックバーン
- 21勝 - アリスホーソン（Alice Hawthorn）
- 21勝 - フィッシャーマン
- 21勝 - インプ

### 20勝
- ハノーヴァー

### 19勝
- サイテーション（Citation）
- ローズベン（Roseben）
- ラピッドリダックス（Rapid Redux）

### 18勝
- ヒンドゥー
- ダイニホウシュウ
- クリフォード (Clifford)

### 17勝
- ジャマイカプリンセス（Jamaica Princess）
- キンチェム

### 16勝
- ザバード（GB:The Bard）
- タンチェラ（Tanchera）
- タイムレスタイムズ（Timeless Times）
- シュンエイ
- セイユウ

### 15勝
- クローバーバレー（Clover Valley）
- メインブレース（Mainbrace）
- ラウンドテーブル
- アルサブ
- オールドローズバド
- タカオー
- ヒメカツプ
- ハッコウマーチ
- ニホンカイキャロル

### 14勝
- エイジャックス
- プレザントゥリ
- コリーズロード（Corrys Road）
- ディスィーヴ（Deceive）
- デザートゴールド（Desert Gold）
- ファーラップ
- トワイライトティアー
- シンタックス（Syntax）
- タロック
- トサミドリ
- ニユーバラツケー
- フクパーク
- ナンディン
- エスケープハッチ

### 13勝
- アラゴネーズ（Arragonaise）
- キャンディマック（Candy Mac）
- ゲイポート（Gay Port）
- グローミング（Gloaming）
- グレイウェイ（Grey Way）
- スカイワナ（Skywana）
- アンクルレムス（Uncle Remus）
- モナルク（Monarque)
- フィレンツェ
- ヘンリーオブナヴァル
- トレモント
- ワーラウェイ
- ベンブラッシュ
- バックパサー
- ローゼンホーマ
- タガミホマレ
- ニホンカイユーノス
- キジョージャンボ

### 12勝
- ユーリズミック（Eurythmic）
- キングストンタウン
- プリンスコートールド（Prince Courtald）
- サラウンド（Surround）
- エンペラーオブノーフォーク
- パロール
- ハンバーグ
- ベルデイム
- コールタウン
- ローマー
- ゼヴ
- コリン
- ラプレヴォヤンテ

### 11勝
- ダマスカス
- シービスケット
- ボールドルーラー
- ディスカヴァリー
- アチーヴメント
- デュークオブマジェンタ
- ビーズウイング
- ボーリブル（Beaulivre）
- ボウヴァイト（Beau vite）
- デルタ（Delta）
- ザバード（US:The Bard）
- ドノヴァン
- ポセイドン
- プラウドミス（Proud Miss）
- プリンセスドリーン
- マンノウォー
- アームド
- リアルディライト
- トウケイニセイ

### 10勝
- バーンバラ
- エクスターミネーター
- カウントフリート
- エクイポイズ
- ナシュア
- トスマー
- カーバイン
- カリオカ（Carioca）
- チキータ（Chiquita）
- キンダーガーテン（Kindergarten）
- ゲイルンギー（Gay Lungi）
- プログレス（Progress）
- レセプション（Reception）
- ライジングファスト
- ラコントゥール（Raconteur）
- トラファルガー（Trafalgar）
- シガー
- レディーズシークレット
- ナンコウ

## G1勝利数

### 平地競走
国際G1のみが対象。ローカルG1やJpnIは含まない
- 25勝 - ウィンクス
- 16勝 - ジョンヘンリー[注 3]
- 15勝 - ブラックキャビア
- 14勝 - フォアゴー、アファームド、キングストンタウン、ゴルディコヴァ、スペクタキュラービッド、メロディベル（英語版）
- 13勝 - サンライン、タイザノット（英語版）、ゼニヤッタ、バヤコア
- 11勝 - アゼリ、エクセラー、ラフハビット（英語版）、セレナーズソング、シガー[注 4]、ロンロ、マニカト、ワイズダン、エネイブル、ベリーエレガント、ビホルダー、レディーズシークレット
- 10勝 - ダリア、ミエスク、パセアナ（英語版）、スキップアウェイ、オクタゴナル、ソーユーシンク、フランケル、ゴールデンシックスティ、インペラトリス、ロマンチックウォリアー

※ 日本中央競馬会（JRA）独自の格付けによるGI及びJpnIを含まない日本最高記録はアーモンドアイの9勝である。

### 障害競走
- 22勝 - ハリケーンフライ（英語版）
- 16勝 - コートスター
- 14勝 - イスタブラク
- 13勝 - モスコーフライヤー（英語版）
- 10勝 - ビーフオアサーモン（英語版）、ビッグバックス（英語版）、ブレーヴインカ（英語版）

※ 日本中央競馬会（JRA）独自の格付けによるGIの日本最高記録はオジュウチョウサンの9勝である。

## 年間G1勝利数
- 8勝 - レディーズシークレット（1985年）、シガー（1995年）
- 7勝 - バヤコア（1989年）、ウィンクス（2018年）

※ 日本中央競馬会（JRA）独自の格付けによるGI及びJpnIを含まない日本最高記録はテイエムオペラオーの5勝である。

## G1連勝
ティアワンカテゴリーのG1が対象
- 10連勝 - ウィンクス
- 9連勝 - ゼニヤッタ、フランケル
- 8連勝 - ブラックキャビア
- 7連勝 - ロックオブジブラルタル、ミステリブル
- 6連勝 - ミルリーフ、インヴァソール、シーザスターズ、ブラックキャビア、シスターチャーリー、バーイード、アルピニスタ、イクイノックス、ケイアーミー
- 5連勝 - シアトルスルー、アファームド、スペクタキュラービッド、イージーゴア、バヤコア、ゴーフォーワンド、パセアナ、シガー、スキップアウェイ、ジャイアンツコーズウェイ、デュークオブマーマレード、スターダムバウンド、レイチェルアレクサンドラ、キャンフォードクリフス、ワイズダン、アメリカンファラオ、ソロウ、エネイブル、ガンランナー、アーモンドアイ、セントマークスバシリカ、ロマンチックウォリアー

G1以外の勝利を挟んだ場合
- 25連勝 - ウィンクス
- 15連勝 - ブラックキャビア
- 13連勝 - ゼニヤッタ
- 10連勝 - シガー、フランケル、エネイブル

※ 日本中央競馬会（JRA）独自の格付けによるGI及びJpnIを含まない日本最長記録はテイエムオペラオー、ロードカナロア、イクイノックスの6連勝である

。

## G1連覇
ティアワンカテゴリーのG1が対象

### 平地競走
- 4連覇[注 6] - タイザノット（チッピングノートンステークス）、ヴィニーロー（アイリッシュセントレジャー）、イェーツ（ゴールドカップ）、ポケットパワー（クイーンズプレート）、ゴルディコヴァ（ロートシルト賞）、ウィンクス（コックスプレート、チッピングノートンステークス、ジョージライダーステークス）、ストラディバリウス（グッドウッドカップ）、オメガパフューム（東京大賞典）[注 7]

### 障害競走
- 5連覇 - マクダイナモ（英語版）（ブリーダーズカップ・スティープルチェイス）、ハリケーンフライ（アイリッシュチャンピオンハードル）、オジュウチョウサン（中山グランドジャンプ[注 8]）

同一競走に3回以上優勝した競走馬の一覧も参照。

## 重賞勝利数
- 32勝 - ウィンクス
- 27勝 - サンライン
- 25勝 - ロンロ

※ 日本中央競馬会（JRA）独自の格付けによる交流重賞を含まない日本最多記録はオジュウチョウサンの15勝である。

## 重賞連勝
- 30連勝 - ウィンクス
- 22連勝 - ブラックキャビア
- 17連勝 - ゼニヤッタ
- 12連勝 - ブリガディアジェラード[注 10]、フランケル
- 11連勝 - シガー[注 11]、キングストンタウン、エネイブル

※ 日本中央競馬会（JRA）独自の格付けによる交流重賞を含まない日本最長記録はオジュウチョウサンの9連勝である。

## クラシック勝利数
- 6勝 - ロスアード
- 5勝 - バンベーラ（Bambera）
- 4勝 - グラディアトゥール、フォーモサ（Formosa）、キンチェム、セプター、ニジンスキー、ジャクリーン

※ 日本中央競馬会（JRA）の最多記録はセントライト・クリフジ・シンザン・ミスターシービー・シンボリルドルフ・ナリタブライアン・ディープインパクト・オルフェーヴル・コントレイルの3勝である

## 1敗の競走馬
1レースのみ負けた競走馬。

### 全競走で1着入線も、失格または降着で一敗をした馬
| 12戦11勝 | Floreal フロレアル                | ロシアダービー馬。 唯一の敗戦は1着入線失格。 |
| 6戦5勝   | Hoist the Flag ホイストザフラッグ | アレッジド等の父。 シャンペンステークスで1着入線も2着へ降着となる。                                                                                               |
| 6戦5勝   | Justify ジャスティファイ          | 史上13頭目のアメリカ三冠馬。 引退後、3戦目のサンタアニタダービーにて禁止薬物の陽性反応が検出されていたことが発覚。 その後の裁判で、当レース失格の判決が下された。 |
| 5戦4勝   | Flanders フランダース             | BCジュヴェナイルフィリーズ優勝馬。 メイトロンステークスで1着入線も失格。                                                                                          |
| 3戦2勝   | Nureyev ヌレイエフ                | 名種牡馬。 2000ギニーで1着入線も失格。 |

### 競走中止によって一敗をした馬
| 18戦17勝 | Hambletonian ハンブルトニアン | セントレジャーステークス勝ちなど。 競走中にコースから飛び出し、失格となったのが唯一の敗戦。19戦18勝とする説もある。   |
| 12戦11勝 | ツキノイチバン                | グランドチャンピオン2000で骨折により競走中止、予後不良となる。                                                        |
| 11戦10勝 | Ruffian ラフィアン            | アメリカ牝馬三冠馬。 フーリッシュプレジャーとのマッチレースで骨折により競走中止。治療が試みられるも結局安楽死となる。 |
| 8戦7勝   | Big Brown ビッグブラウン      | 2008年のアメリカ二冠馬。 ベルモントステークスで原因不明の惨敗。最下位入線も公式記録は競走中止扱い。異常は見つからず。 |
| 7戦6勝   | Barbaro バーバロ              | 2007年のケンタッキーダービー馬。 プリークネスステークスで骨折により競走中止。長期にわたる闘病生活の後安楽死となる。   |

### 一敗をしたレースで故障した馬
| 13戦12勝 | コウザンハヤヒデ                      | 2000年の楠賞全日本アラブ優駿1着。 オーロラ特設で重症の骨折をして最下位。予後不良は免れる。        |
| 10戦9勝  | Forli フォルリ                        | サイテーションハンデキャップで2着。 競走中に負った骨折が原因で引退。                              |
| 8戦7勝   | Graustark グロースターク              | ブルーグラスステークス2着。 競走中に負った故障が原因で引退。                                      |
| 7戦6勝   | Pennekamp ペニカンプ                  | イギリスダービーで11着。 その時の骨折により復帰ならず引退。                                       |
| 6戦5勝   | アグネスフローラ                      | 優駿牝馬で2着。 競走中に負った骨折が原因で引退。                                                  |
| 6戦5勝   | ダイシンフブキ                        | 皐月賞の競走中に骨折して7着。 その後復帰せず引退。                                                |
| 6戦5勝   | Exploit イクスプロイト                | 1999年ケンタッキージョッキークラブS優勝。 サンフェリペSでレース中に骨折し2着。                    |
| 5戦4勝   | Try My Best トライマイベスト          | 1977年のデューハーストステークス勝ち馬。 2000ギニーで故障して惨敗、引退に追い込まれる。           |
| 4戦3勝   | Corniche コーニッシュ                 | 2021年のブリーダーズカップジュヴェナイル優勝馬。 アムステルダムSで故障し9着に敗れ、競走後に引退。 |
| 3戦2勝   | Stefan the Great ステファンザグレート | 1918年ミドルパークステークス優勝。 イギリス2000ギニーのレース中に故障して惨敗。                   |

### 逃げ切られ一敗をした馬
| 22戦21勝 | Native Dancer ネイティヴダンサー        | ケンタッキーダービーでダークスターに逃げ切られ2着。                  |
| 21戦20勝 | Man o'War マンノウォー                  | サンフォード記念ステークスでアップセットに逃げ切られ2着。            |
| 18戦17勝 | Brigadier Gerard ブリガディアジェラード | ベンソン&ヘッジズゴールドカップステークスでロベルトに逃げ切られ2着。 |
| 8戦7勝   | Sea Bird シーバード                     | グランクリテリウムで同厩舎のグレイドーンに次ぐ2着。                  |
| 8戦7勝   | Reel リール                             | 19世紀中盤のアメリカの名牝。8戦目で出遅れ逃げ切られる。              |

### その他唯一の敗戦が2着の馬
| 23戦22勝 | Elusive Pimpernel イルーシヴピムパーネル   | RWITC Ltd.インターナショナルスウィープステークス2着。                                                                        |
| 20戦19勝 | Zenyatta ゼニヤッタ                        | 引退レースのBCクラシックでアタマ差2着。                                                                                      |
| 19戦18勝 | Oldman オールドマン                        | コンパラシオン大賞2着。 |
| 18戦17勝 | Botafogo ボタフォゴ                        | アルゼンチン四冠馬。 カルロスペレグリーニ大賞2着。                                                                           |
| 16戦15勝 | The Flying Dutchman ザフライングダッチマン | ドンカスターカップで騎手が泥酔していたためヴォルティジュールから逃げ切れず2着。                                              |
| 12戦11勝 | Isinglass アイシングラス                   | ランカシャープレートでレイバーンから逃げ切れず2着。                                                                          |
| 12戦11勝 | Leonatus リオネイタス                      | 1883年ケンタッキーダービー優勝。                                                                                             |
| 11戦10勝 | Imi イミ                                   | 1956年ハンガリーダービー馬。                                                                                                 |
| 11戦10勝 | West Australian ウェストオーストラリアン   | デビュー戦で2着。 |
| 11戦10勝 | Wheel of Fortune ホイールオブフォーチュン  | 1879年のイギリス二冠牝馬。 グレートヨークシャーステークスで2着。レース前から前肢を痛めており、これを最後に引退。             |
| 11戦10勝 | ホスピタリテイ                             | 国際競走の平場オープンでフロストキングの2着。                                                                                |
| 10戦9勝  | Don John ドンジョン                        | 1838年のセントレジャーステークス優勝馬。 4歳初戦のポートＳでグレイモーマスの2着。                                            |
| 10戦9勝  | Alleged アレッジド                         | セントレジャーステークスでダンファームリンに競り負け2着。                                                                    |
| 10戦9勝  | Majestic Prince マジェスティックプリンス   | 1969年アメリカ二冠馬。 ベルモントステークスでアーツアンドレターズの2着。レース前から脚を痛めていた。                         |
| 10戦9勝  | Phone Trick フォーントリック               | 1986年全米最強スプリンター。 トムフールステークスでグルーヴィの2着。                                                         |
| 9戦8勝   | Horometer ホロメーター                     | 1934年キングスプレート・ブリーダーズステークス優勝。 ウィリアムヘンドリー記念ハンデキャップ2着。                             |
| 9戦8勝   | Mistress Ford ミストレスフォード           | 1935年グランクリテリウム、1936年フランスオークス優勝馬。 1936年仏1000ギニーでBlue Bearの2着に敗れる。                        |
| 9戦8勝   | Sicambre シカンブル                        | 1951年のジョッケクルブ賞、パリ大賞優勝馬。 モルニ賞2着。                                                                     |
| 9戦8勝   | Dante ダンテ                               | 1945年のダービー（ニューダービー）優勝馬。 直前のイギリス2000ギニーでコートマーシャルに及ばず2着。                           |
| 9戦8勝   | Donatello II ドナテッロ                    | 1937年のダービーイタリアーノとミラノ大賞典優勝馬。 同年のパリ大賞典でClairvoyantに敗れ2着。                                  |
| 9戦8勝   | Dalakhani ダラカニ                         | アイルランドダービーで同馬主のアラムシャーに競り負け2着。                                                                    |
| 9戦8勝   | King Glorious キンググローリアス           | 1989年ハスケルインビテーショナルハンデキャップ優勝など。 ゴールドラッシュハンデキャップで2着。                               |
| 9戦8勝   | Smarty Jones スマーティジョーンズ          | 2004年アメリカ二冠馬。 ベルモントステークスで2着。                                                                           |
| 8戦7勝   | Macaroni マカロニ                          | 1863年英2000ギニー、英ダービー優勝馬。 デビュー戦で2着。                                                                     |
| 8戦7勝   | Grand Parade グランドパレード              | 1919年ダービー優勝。 モールトンステークス2着。                                                                               |
| 8戦7勝   | El Gran Senor エルグランセニョール         | 1984年の2000ギニー・アイリッシュダービー優勝馬。 イギリスダービーでセクレトの2着。                                           |
| 8戦7勝   | ミホノブルボン                             | 菊花賞でライスシャワーに差し切られ2着。                                                                                      |
| 8戦7勝   | Sinndar シンダー                           | バリサックスステークスで2着。                                                                                                |
| 8戦7勝   | Reraise リレイズ                           | 1999年のブリーダーズカップ・スプリント優勝。 自身唯一の7ハロン戦（約1408メートル）となったオプショナルクレーミングで2着。    |
| 8戦7勝   | Lost Love ロストラヴ                       | 2002年マジョールサコー大賞優勝。2着1回。                                                                                     |
| 8戦7勝   | ロイヤルブリッジ                           | しもつけ弥生賞優勝。しもつけさつき賞でベラミロードの2着。                                                                    |
| 8戦7勝   | Herold ヘロルド                            | 1920年ドイチェスダービー優勝馬。 独2000ギニー2着。                                                                           |
| 8戦7勝   | Kingman キングマン                         | 2014年アイリッシュ2000ギニー優勝馬。 英2000ギニー2着。                                                                       |
| 7戦6勝   | Coronation コロネーション                  | 1841年のイギリスダービー優勝馬。 セントレジャーステークスで2着。                                                             |
| 7戦6勝   | Mouktar ムクター                           | 1985年のジョッケクルブ賞優勝。 アイルランドダービー2着。                                                                     |
| 6戦5勝   | Midway Lady ミッドウェイレディ             | 1986年の1000ギニー、オークス優勝馬。 デビュー戦2着。                                                                         |
| 6戦5勝   | Meld メルド                                | 1955年のイギリス牝馬三冠馬。 デビュー戦2着。                                                                                 |
| 6戦5勝   | シーザリオ                                 | 2005年優駿牝馬優勝馬。 桜花賞でラインクラフトの2着。                                                                         |
| 6戦5勝   | シンハライト                               | 2016年優駿牝馬優勝馬。 桜花賞でジュエラーの2着。                                                                             |
| 6戦5勝   | Reliance レリアンス                        | 1965年のジョッケクルブ賞、パリ大賞優勝馬。 凱旋門賞でシーバードの2着。                                                       |
| 6戦5勝   | Dancehall ダンスホール                     | 1989年のパリ大賞優勝馬。 ジョッケクルブ賞でオールドヴィックの2着。                                                           |
| 6戦5勝   | Act One アクトワン                         | 2002年のリュパン賞優勝。フランスダービーでスラマニの2着。                                                                    |
| 6戦5勝   | Twining トワイニング                       | ウィザーズステークス、ピーターパンステークス優勝。 ドワイヤーステークス2着。                                                 |
| 6戦5勝   | ユーワフォルテ                             | 1990年新潟大賞典優勝。 デビュー戦で2着。                                                                                     |
| 6戦5勝   | アサクサスケール                           | 1985年クイーンステークス優勝。 エリザベス女王杯でリワードウイングの2着。                                                     |
| 6戦5勝   | シナノデービス                             | 1987年羽田盃優勝。東京ダービーでジヨージレツクスの2着。 騎乗した的場文男騎手は2度目の東京ダービー2着であった。               |
| 6戦5勝   | Ski Goggle スキーゴーグル                  | 1983年エイコーンステークス優勝馬。 サンタアニタリンダビスタハンデキャップ2着。スキーパラダイスの母。                         |
| 6戦5勝   | The Phoenix ザフィーニクス                 | 1943年アイルランド2000ギニー、アイルランドダービー優勝。 アイルランドセントレジャーでSolferinoの2着。                        |
| 6戦5勝   | Solford ソルフォード                       | 1983年エクリプスステークス優勝。 2着1回。                                                                                    |
| 6戦5勝   | All My Dreams オールマイドリームス         | 1995年ドイツダービー優勝。                                                                                                   |
| 6戦5勝   | Sebring セブリング                         | 2008年ゴールデンスリッパーステークス優勝。                                                                                   |
| 5戦4勝   | Voltaire ヴォルテール                      | 1829年ドンカスターカップ優勝。 セントレジャーステークス2着。                                                                 |
| 5戦4勝   | Cipayo サイパヨ                            | 1977年ラウル・イ・ラウル・E. チェヴァリエル賞など。 ジョッキークラブ大賞典でFarnesioの2着。                                  |
| 5戦4勝   | Bletchingly ブレッチングリー               | 1975年AJCザ・ギャラクシー優勝。 VRC ロバートルイスハンデキャップ2着。                                                        |
| 5戦4勝   | Sea The Moon シーザムーン                  | 2014年ドイチェスダービー優勝。 VRC バーデン大賞2着。                                                                         |
| 4戦3勝   | Blandford ブランドフォード                 | 1922年のプリンセスオブウェールズステークス優勝馬。 1921年のウィンザーキャッスルステークスでAlaricの2着。                     |
| 4戦3勝   | ミナミホマレ                               | 1942年の東京優駿競走（日本ダービー）優勝馬。 横浜農林省賞典四歳呼馬（後の皐月賞）ではクリヒカリ（旧名アルバイト）に敗れ2着。 |
| 4戦3勝   | Kisber キシュベル                          | 3勝の内訳は英ダービー、デューハーストステークス、パリ大賞典。 2着1回。                                                       |
| 4戦3勝   | Celt ケルト                                | 1908年ブルックリンハンデキャップ1着。 フラットブッシュステークスで同馬主同厩舎の無敗馬コリンの2着。                          |
| 4戦3勝   | Galcador ガルカドール                      | 1950年イギリスダービー馬。 フランス2000ギニーで2着。                                                                         |
| 4戦3勝   | Le Nord ルノール                           | 1889年のデューハーストステークス勝ち馬。 翌年のダービーでSainfoinの2着に敗れた。                                             |
| 4戦3勝   | ジャスティンミラノ                         | 2024年の皐月賞優勝馬。 日本ダービーではダノンデサイルに敗れ2着                                                               |
| 3戦2勝   | ホクトビーナス                             | 桜花賞でシャダイカグラの2着。                                                                                                |
| 3戦2勝   | Red Ransom レッドランサム                  | 名種牡馬。 |
| 2戦1勝   | Ancient Lights エインシェントライツ        | 1957年のデューハーストステークス優勝馬。 翌年のダンテステークスでSt. Paddyに敗れた。                                         |
| 2戦1勝   | レーヴダムール                             | 阪神ジュベナイルフィリーズで2着。その後休養中に急死。                                                                        |

### その他平地競走の一敗馬
| 22戦21勝 | Yatasto ヤタスト                                | アルゼンチン四冠馬。 カルロスペレグリーニ大賞3着。                                                         |
| 18戦17勝 | Gradisco グラディスコ                           | 1963年ヴェネズエラ三冠馬。                                                                                 |
| 18戦17勝 | Squanderer スクウァンダーラー                   | 1976年インド三冠馬。3着1回                                                                                 |
| 15戦14勝 | Sysonby サイゾンビー                            | フューチュリティステークスで3着。 毒を盛られたという風説あり。                                             |
| 14戦13勝 | Phoenomenon フェノメノン                        | 1783年のセントレジャーステークス優勝馬。 初出走がダービーで惨敗。                                          |
| 14戦13勝 | Rico リコ                                       | 1922/1923年シーズンのアルゼンチン四冠馬。                                                                  |
| 12戦11勝 | Waxy ワキシー                                   | ライバルGohannaに一度だけ敗れている。                                                                      |
| 12戦11勝 | Invasor インヴァソール                          | ウルグアイ三冠馬。後にアメリカに移籍。 移籍初戦のUAEダービーで4着。                                        |
| 12戦11勝 | Alba アルバ                                     | 1930年のドイチェスダービー優勝馬。                                                                         |
| 11戦10勝 | Awesome Feather オーサムフェザー                | BCレディースクラシックで6着に敗れ、競走後に引退。                                                          |
| 11戦10勝 | Galopin ガロピン                                | ミドルパークステークスで3着。                                                                              |
| 11戦10勝 | Baaeed バーイード                               | 引退レースのチャンピオンステークスで4着。                                                                  |
| 10戦9勝  | Horse Chestnut ホースチェスナット               | 1999年の南アフリカ三冠馬。 モリスリプシッツプレート3着。                                                   |
| 10戦9勝  | Dubai Millenniumn ドバイミレニアム              | イギリスダービーで折り合いを欠き9着。                                                                      |
| 10戦9勝  | Divine Proportions ディヴァインプロポーションズ | 2005年のフランス牝馬二冠馬。 ジャック・ル・マロワ賞でドバウィに敗れて4着、その競走後に引退した。           |
| 10戦9勝  | Pago Pago パゴパゴ                              | 1963年ゴールデンスリッパーステークス優勝。 3着1回。                                                        |
| 9戦8勝   | Devil's Bag デヴィルズバッグ                    | 1983年のシャンペンステークス優勝。 フラミンゴステークス4着。                                               |
| 9戦8勝   | Sun Chariot サンチャリオット                    | 1942年のイギリス牝馬三冠馬。 サウザンステークス3着。                                                       |
| 9戦8勝   | Big Game ビッグゲーム                           | 1942年2000ギニー優勝。 ダービーでワトリングストリートの6着。                                               |
| 9戦8勝   | Val d'Or ヴァルドール                           | 1904年グランクリテリウム、1905年エクリプスステークスなどに勝利。                                           |
| 9戦8勝   | Niccolo Pisano ニコロピサノ                     | 1932年の伊ジョッキークラブ大賞勝ち馬。                                                                     |
| 9戦8勝   | Viceregal ヴァイスリーガル                      | 1968年コロネーションフューチュリティ1着。 明け3歳初戦で3着となり引退。                                     |
| 9戦8勝   | Sea the Stars シーザスターズ                    | 2009年のイギリス二冠馬。 デビュー戦で4着。                                                                 |
| 9戦8勝   | Sir Cecil サーセシル                            | 2018年インド2000ギニー馬。インドダービーで3着。                                                            |
| 9戦8勝   | The Autumn Sun ジオータムサン                   | 2018年コーフィールドギニーなどGI5勝。スタンフォックスＳで3着。                                             |
| 8戦7勝   | Plenipotentiary プレニポテンシャリー            | 1834年ダービーステークス優勝。 セントレジャーステークス10着。                                              |
| 8戦7勝   | Anita Peabody アニタピーボディ                  | 1927年フューチュリティS優勝。3着1回                                                                        |
| 8戦7勝   | Hula Dancer フラダンサー                        | 1963年英1000ギニー優勝。                                                                                   |
| 8戦7勝   | Molvedo モルヴェド                              | 1961年凱旋門賞優勝。 クリテリウム・ナチョナーレ3着。                                                       |
| 8戦7勝   | Sir Hercules サーハーキュリーズ                 | セントレジャーステークスで3着。 八百長を仕組むために毒が盛られた説が知られている。                         |
| 8戦7勝   | キングカメハメハ                                | 名種牡馬・顕彰馬、2004年日本ダービー優勝。 京成杯で3着。                                                   |
| 8戦7勝   | Gay Lussac ゲイルーザック                       | 1972年のイタリアダービー優勝。 キングジョージでブリガディアジェラードの5着。                               |
| 8戦7勝   | Shakespeare シェイクスピア                      | 2005年ターフクラシック招待ステークス、2006年ウッドバインマイル優勝。 ブリーダーズカップ・ターフ12着。      |
| 8戦7勝   | Ragstone ラグストーン                           | 1974年アスコットゴールカップ優勝。 ジェフリーフリーアステークス3着。                                       |
| 8戦7勝   | Best Western ベストウェスタン                   | 1981年AJC スプリングチャンピオンステークス優勝。                                                           |
| 8戦7勝   | Mouawad ムーアワド                              | 1997年VRCオーストラリアンギニーズ優勝。                                                                    |
| 8戦7勝   | Lady Sybil レディシビル                         | 1942年チェヴァリーパークステークス優勝。 3着1回。                                                          |
| 7戦6勝   | Val d'Or ヴァルドール                           | 1905年のエクリプスステークス1着。                                                                          |
| 7戦6勝   | Mining マイニング                               | 1998年のヴォスバーグステークス1着。                                                                        |
| 7戦6勝   | Be My Chief ビーマイチーフ                      | 1989年レーシングポストトロフィー優勝。                                                                     |
| 7戦6勝   | Nashwan ナシュワン                              | 1989年のイギリス二冠馬。 ニエル賞で3着。                                                                   |
| 7戦6勝   | Shamardal シャマルダル                          | 2005年のフランス二冠馬。 唯一のダート戦となったUAEダービーで9着。                                          |
| 6戦5勝   | Zilzal ジルザル                                 | 1989年のサセックスステークス優勝馬。 ブリーダーズカップ・マイルで6着に敗れ引退。                           |
| 6戦5勝   | Storm Bird ストームバード                       | プランスドランジュ賞5着。                                                                                  |
| 6戦5勝   | Commander in Chief コマンダーインチーフ         | キングジョージで3着。                                                                                      |
| 6戦5勝   | Big Dipper ビッグディッパー                     | 1950年ミドルパークステークス1着。                                                                          |
| 6戦5勝   | Stronzian ストロンツィアン                      | 1884年のドイチェスダービー優勝馬。                                                                         |
| 6戦5勝   | Clairvoyant クレヤヴォヤント                    | 1937年のフランスパリ三冠馬。 パリ大賞典で上述のドナテッロに勝利。                                          |
| 6戦5勝   | Noblesse ノーブレス                             | 1963年のオークス優勝馬。                                                                                   |
| 5戦4勝   | Effervescence エファーヴェセンス                | 1943年のデューハーストステークス勝ち馬。                                                                   |
| 5戦4勝   | Apalachee アパラチー                            | 1973年オブザーヴァーゴールドカップ1着。 2000ギニー3着。                                                    |
| 5戦4勝   | ダービーリッチ                                  | 1985年ラジオたんぱ賞優勝。 クイーンステークスでアサクサスケールの8着。                                     |
| 5戦4勝   | ギャラントダンサー                              | 1977年の朝日杯3歳ステークス優勝馬。 1979年の谷川岳ステークスでラブリトウショウの6着。                      |
| 5戦4勝   | Common コモン                                   | 1891年イギリス三冠馬。 エクリプスステークス3着。                                                           |
| 5戦4勝   | Fast Topaze ファストトパーズ                    | 1986年プール・デッセ・デ・プーラン、リュパン賞優勝。 プランスドランジュ賞3着。                             |
| 5戦4勝   | Flair フレア                                    | 1905年ミドルパークステークス、1906年1000ギニー優勝。                                                       |
| 5戦4勝   | Indian Charlie インディアンチャーリー           | 1998年サンタアニタダービー優勝。 ケンタッキーダービーでリアルクワイエットの3着に敗れ、怪我により引退した。 |
| 5戦4勝   | Proudest Roman プラウデストローマン             | 1970年のホープフルステークス優勝馬。 ブレイヴェストローマンの全兄。                                        |
| 5戦4勝   | Stalwart ストールワート                         | 1981年のノーフォークステークス優勝馬。                                                                     |
| 5戦4勝   | Boldnesian ボールドネシアン                     | 1966年サンタアニタダービー優勝。                                                                           |
| 4戦3勝   | Khalkevi カルケヴィ                             | 2002年のパリ大賞優勝馬。 フランスダービーでスラマニの6着                                                   |
| 4戦3勝   | Madeleine's Dream マドレーヌズドリーム          | 1993年のプール・デッセ・デ・プーリッシュ優勝馬。 前哨戦のフィンランド賞で3着。                             |
| 4戦3勝   | Secreto セクレト                                | アイルランド2000ギニー3着。                                                                                |
| 4戦3勝   | ミュゲロワイヤル                                | 1988年の共同通信杯優勝馬。 新馬戦で4着。                                                                   |
| 4戦3勝   | Lahan ラハン                                    | 2000年の1000ギニー優勝馬。 フレッドダーリンステークス4着。                                                 |
| 4戦3勝   | Buddha ブッダ                                   | 2002年のウッドメモリアルステークス優勝馬。 デビュー戦10着。                                                |
| 4戦3勝   | Game Chick ゲームチック                         | 1901年のデューハーストステークス勝ち馬。 翌年のヨークシャーオークスでIce Maidenの3着に敗れた。             |
| 4戦3勝   | Cap and Bells キャップアンドベルズ              | 1901年のオークス勝ち馬。 ロイヤルステークスでサンドリッジに敗れる。                                        |
| 4戦3勝   | Musical Bliss ミュージカルブリス                | 1989年の1000ギニー優勝馬。                                                                                 |
| 3戦2勝   | Hametus ハミタス                                | 1967年のデューハーストステークス優勝馬。                                                                   |
| 3戦2勝   | Nocturnal Spree ノクターナルスプリー            | 1975年の1000ギニー優勝馬。                                                                                 |
| 3戦2勝   | Steady Aim ステディエイム                       | 1946年オークス優勝。 3着1回。                                                                              |
| 3戦2勝   | Noble ノーブル                                  | 1786年英ダービー馬                                                                                         |
| 3戦2勝   | John Bull ジョンブル                            | 1792年英ダービー馬                                                                                         |
| 3戦2勝   | Bois Roussel ボワルセル                         | 1938年のダービー馬。 同年のパリ大賞典で無敗馬ネアルコに敗れ3着。                                           |
| 3戦2勝   | New Year's Day ニューイヤーズデイ               | 2013年のブリーダーズカップジュヴェナイル優勝馬。 デビュー戦で3着。                                         |
| 3戦2勝   | ダイナエイコーン                                | 1985年の新潟3歳ステークス優勝馬。 1986年のクイーンカップでスーパーショットの6着。                          |
| 3戦2勝   | サークルショウワ                                | 1988年のクイーンカップ優勝馬。 同年の若竹賞（400万下）でミュゲロワイヤルの7着。                            |
| 3戦2勝   | エイシンイットオー                              | 1995年の小倉3歳ステークス優勝馬。 翌年の皐月賞でイシノサンデーの15着。                                     |
| 3戦2勝   | コスモヴァレンチ                                | 2004年の小倉2歳ステークス優勝馬。 2005年の阪神牝馬ステークスでアドマイヤグルーヴの10着。                   |
| 3戦2勝   | Filiberto フィリベルト                          | 1972年モルニ賞優勝。                                                                                       |
| 3戦2勝   | Wilkes ウィルクス                               | オーストラリアリーディングサイアー。                                                                       |
| 3戦2勝   | Volksraad フォークスラート                      | ニュージーランドリーディングサイアー。                                                                     |
| 1戦0勝   | Fairy King フェアリーキング                     | 名種牡馬。                                                                                                 |
| 1戦0勝   | トーセンダンス                                  | 種牡馬。                                                                                                   |
| 1戦0勝   | Somethingroyal サムシングロイヤル               | セクレタリアト、サーゲイロードの母。                                                                       |
| 1戦0勝   | Dahjee ダージー                                 | 種牡馬。ドバイミレニアムの弟。                                                                             |
| 1戦0勝   | メジロリベーラ                                  | 十冠ベイビー。フィールドルージュの祖母。                                                                   |
| 1戦0勝   | Mythic Tribe ミシックトライブ                   | ミエスク産駒の種牡馬。                                                                                     |
| 1戦0勝   | Slewacide スルーアサイド                        | ファニーサイドの母父。                                                                                     |

### 平地競走以外
| 14戦13勝 | Special_Effort スペシャルエフォート | クォーターホース。オールアメリカンフューチュリティ優勝。3着1回。                    |
| 8戦7勝   | Hobgoblin ホブゴブリン              | 記録に残っている成績のみ。                                                          |
| 7戦6勝   | Lexington レキシントン              | 戦績は7戦6勝であるが、勝った競走の中に、1着入線しなかったヒートを含む競走もある。   |
| 7戦6勝   | (Croft's) Partner パートナー        | 6戦6勝で一度引退するも復帰して敗れる。                                              |
| 6戦5勝   | Spectator スペクテイター            | マッチェムに勝利。                                                                  |
| 6戦5勝   | ホッコーアンバー                    | 通算成績は36戦8勝であるが、障害競走に限れば京都ジャンプステークス優勝を含む6戦5勝。 |
| 4戦3勝   | シンコウアンクレー                  | 通算成績は13戦4勝であるが、障害競走に限れば中山大障害優勝を含む4戦3勝。             |
| 4戦3勝   | ダイカツストーム                    | 通算成績は12戦4勝であるが、障害競走に限れば中山大障害優勝を含む4戦3勝。             |

## 獲得賞金高額馬

### 世界の獲得賞金高額馬
世界の競走馬の総賞金ランキング
| 順位 | 馬名                   | 生年 | 英ポンド ￡ | 米ドル US＄ | 備考                    |
| ---- | ---------------------- | ---- | ----------- | ----------- | ----------------------- |
| 1    | ロマンチックウォリアー | 2018 | 18,132,187  | 22,798,595  | 現役馬（2025年1月現在） |
| 2    | ゴールデンシックスティ | 2015 | 16,316,172  |             |                         |
| 3    | ウィンクス             | 2011 | 14,564,743  | 19,726,457  |                         |
| 4    | イクイノックス         | 2019 | 14,088,378  | 15,930,077  |                         |
| 5    | アロゲート             | 2013 | 13,622,542  | 17,422,600  |                         |
| 6    | ウシュバテソーロ       | 2017 | 13,108,191  | 16,547,874  | 現役馬（2025年1月現在） |
| 7    | アーモンドアイ         | 2015 | 13,100,836  | 17,608,586  |                         |
| 8    | サンダースノー         | 2014 | 12,671,800  | 16,511,476  |                         |
| 9    | ガンランナー           | 2013 | 12,238,136  | 15,988,500  |                         |
| 10   | ジェンティルドンナ     | 2009 | 12,224,036  | 18,468,392  |                         |
| 11   | オルフェーヴル         | 2008 | 12,185,908  | 19,005,276  |                         |
| 12   | ミシュリフ             | 2017 | 11,859,305  | 16,034,853  |                         |
| 13   | パンサラッサ           | 2017 | 11,828,776  | 14,418,903  |                         |
| 14   | カントリーグラマー     | 2017 | 11,568,831  | 14,921,320  |                         |
| 15   | キタサンブラック       | 2012 | 11,454,079  | 16,575,955  |                         |

### 日本の獲得賞金高額馬
日本の競走馬の総賞金ランキング
| 順位 | 馬名               | 生年 | 総賞金（円）  | 国内のみ（円） | 備考                    |
| ---- | ------------------ | ---- | ------------- | -------------- | ----------------------- |
| 1    | ウシュバテソーロ   | 2017 | 2,601,311,100 | 463,884,000    |                         |
| 2    | フォーエバーヤング | 2021 | 2,381,935,900 | 254,200,000    | 現役馬（2025年6月現在） |
| 3    | イクイノックス     | 2019 | 2,215,446,100 | 1,756,556,000  |                         |
| 4    | アーモンドアイ     | 2015 | 1,915,263,900 | 1,519,563,000  |                         |
| 5    | キタサンブラック   | 2012 | 1,876,843,000 | 1,876,843,000  | [ 注 16 ]               |
| 6    | パンサラッサ       | 2017 | 1,844,663,200 | 301,700,000    |                         |
| 7    | テイエムオペラオー | 1996 | 1,835,189,000 | 1,835,189,000  |                         |
| 8    | ドウデュース       | 2019 | 1,775,875,800 | 1,753,479,000  |                         |
| 9    | ジェンティルドンナ | 2009 | 1,726,030,400 | 1,326,210,000  |                         |
| 10   | オルフェーヴル     | 2008 | 1,576,213,000 | 1,344,084,000  |                         |
| 11   | シャフリヤール     | 2018 | 1,518,459,600 | 804,819,000    |                         |
| 12   | ブエナビスタ       | 2006 | 1,478,869,700 | 1,386,433,000  |                         |
| 13   | ディープインパクト | 2002 | 1,454,551,000 | 1,454,551,000  |                         |
| 14   | ゴールドシップ     | 2009 | 1,397,767,000 | 1,397,767,000  |                         |
| 15   | ウオッカ           | 2004 | 1,333,565,800 | 1,304,876,000  |                         |
| 16   | ソウルラッシュ     | 2018 | 1,293,271,000 | 668,568,000    | 現役馬（2025年6月現在） |
| 17   | リスグラシュー     | 2014 | 1,217,200,100 | 887,381,000    |                         |
| 18   | クロノジェネシス   | 2016 | 1,204,735,400 | 1,101,714,000  |                         |
| 19   | コントレイル       | 2017 | 1,195,294,000 | 1,195,294,000  |                         |
| 20   | アドマイヤムーン   | 2003 | 1,187,727,000 | 740,462,000    |                         |